# Baronet

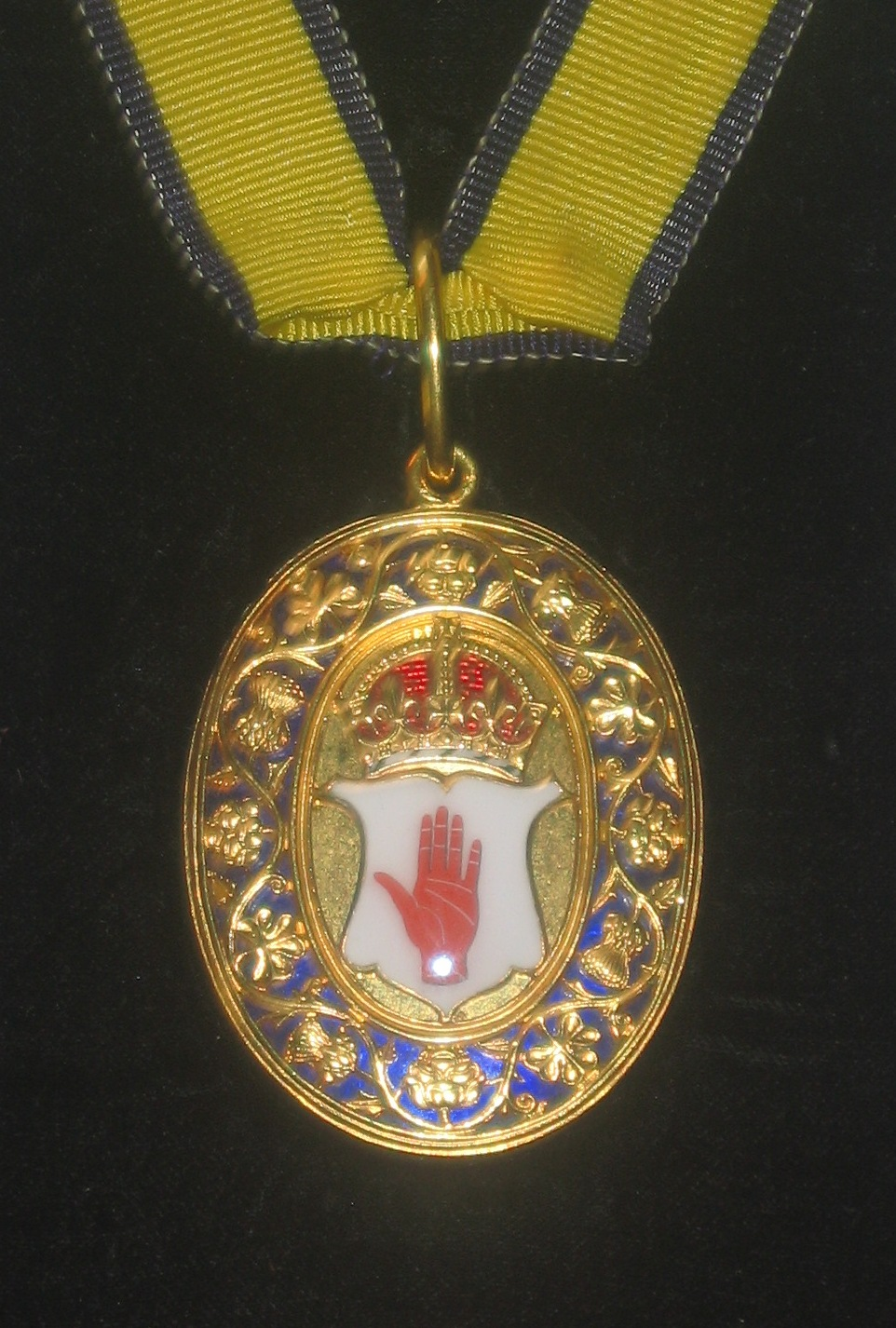
Insígnia de Baronet del Regne Unit

Un baronet (tradicionalment abreujat com Bart, tot i que actualment s'empra l'abreviació Bt) o el seu equivalent femení, baronetess (abreujat Btss), és el posseïdor d'un títol hereditari atorgat per la Corona britànica conegut com a baronetcy. La pràctica actual d'atorgar aquesta dignitat va ser originalment introduïda a Anglaterra i Irlanda per Jaume I a fi d'incrementar els seus fons.
La dignitat de Baronet té 3 equivalents a Europa des d'una perspectiva de rang: el títol italià de Nobile, el títol d'Edler von d'Àustria i del sud d'Alemanya i el títol extingit polonès de Panek; a més, els títols hereditaris de cavaller, com el de Ritter alemany i austríac, el de Vitez hongarès i el de Erfridder neerlandès també poden considerar-se com similars.
El nom de baronet és un diminutiu del títol nobiliari de baró, i el rang de baronet se situa entre el de Baró i el de Cavaller.
La dignitat de Baronet és única en dos sentits:
- És un honor hereditari, però no és un títol nobiliari com a tal, motiu pel qual els seus posseïdors mai no han pogut tenir un escó a la Cambra dels Lords.
- Un baronet fa servir el títol de Sir, cavaller, però la dignitat no és considerada com un orde de cavalleria. Se situa per davant de tots els altres cavallers, excepte els que pertanyen a la Lligacama i el del Card.

## Història del terme
El terme baronet té uns orígens antics. Sir Thomas de la More, mentre descrivia la batalla de Barrenberg (1321), mencionà els baronets que hi van participar, enmig de barons i cavallers. Se sap que Eduard III creà 8 baronets el 1328: St Leger, Baronet de Sledmarge; Den, Baronet de Pormanston; Fitzgerald, Baronet de Burnchurch; Welleslye, Baronet de Narraghe; Husee, Baronet de Gattrim; St Michell, Baronet de Reban; Marwarde, Baronet de Scryne; i Nangle, Baronet de Navan. Se'n feren de nous el 1340, el 1446 i el 1551. almenys un d'ells, Sir William de la Pole el 1340, va pagar per la seva dignitat, presumiblement degut a la necessitat de diners per part del rei per mantenir el seu exèrcit. No se sap si aquestes creacions primerenques eren hereditàries.
El terme baronet sembla que s'aplicava als nobles que perdien el dret de dirigir-se individualment al Parlament, i va emprar-se en aquest sentit en un estatut de Ricard II.
La reviscolada de la dignitat de Baronet pot datar-se cap a finals del segle xvi o inicis del xvii, quan Sir Robert Cotton va descobrir la patent de William de la Pole (lliurada al 13è any del regnat d'Eduard III), conferint-li la dignitat de baronet a canvi d'una quantitat de diners.
Posteriorment es feren 5 creacions de baronets:
- El Rei Jaume I erigí l'Orde dels Baronets a Anglaterra, de caràcter hereditari, el 22 de maig de 1611, per procedir a organitzar Irlanda. Oferí la dignitat a 200 cavallers de bona naixença, amb unes rendes de 1.000 £ a l'any, a condició que cadascun pagués una quantitat equivalent a 3 anys de paga per 30 soldats (amb una soldada de 12 penics diaris per home) al Exchequer del Rei.
- El 30 de setembre de 1611 es creà la dignitat de Baronet d'Irlanda.
- El Rei Carles I creà la Dignitat hereditària de Baronet d'Escòcia o Nova Escòcia el 28 de maig de 1625, per l'establiment de les plantacions de Nova Escòcia.
- Després de la unió d'Anglaterra i Escòcia el 1707, no es van crear nous baronets d'Anglaterra o Escòcia, sinó que es modificà a Baronet de la Gran Bretanya.
- Després de la unió de Gran Bretanya i Irlanda l'1 de gener de 1801 per crear el Regne Unit de Gran Bretanya i Irlanda, totes les dignitats creades van ser sota la denominació de Baronet del Regne Unit.

Des de 1965 només ha estat nomenat un únic baronet: Sir Denis Thatcher, marit de la primera ministra Margaret Thatcher, posteriorment ennoblida amb el títol vitalici i, per tant, no transmissible, de Baronessa Thatcher. A la mort de Sir Denis el 2003, el seu fill gran esdevingué Sir Mark Thatcher, 2nd Baronet, però mai no heretarà el títol de baró de la mare.

## Convencions
Igual que els altres cavallers, els baronets fan servir el títol Sir abans del seu nom (elles fan servir el títol "Dama"). A diferència dels títols de cavaller, que s'apliquen de manera individual, la dignitat de baronet és hereditària. Les esposes d'un baronet no tenen la dignitat de baronetesses; sinó que aquesta només pot ser usada per aquelles que l'han rebut.
Com que baronet no és un títol nobiliari, no desqualifica al posseïdor per ser escollit a la Cambra dels Comuns.
Originàriament, els baronets tenien altres drets, incloent el dret de què el seu primogènit fos fet cavaller al fer 21 anys. No obstant això, a l'inici del regnat de Jordi IV, aquests drets van ser revocats gradualment.
Els Baronets d'Escòcia o Nova Escòcia van rebre l'escut de Nova Escòcia a les seves armes i el dret de portar-les penjant del coll d'una cinta taronja. Està formada en un escut de plata amb un anell en blau, amb les armes d'Escòcia amb una corona imperial sobre l'escut, encerclat pel lema Fax mentis Honestae Gloria.
Els baronets d'Anglaterra i Irlanda van demanar al rei Carles I permís per lluir una insígnia. Tot i que aquesta ja es lluïa al segle xvii, no va ser fins al 1929 quan el Rei Jordi V concedí el seu permís per a tots els baronets.